# Grey Cairns of Camster

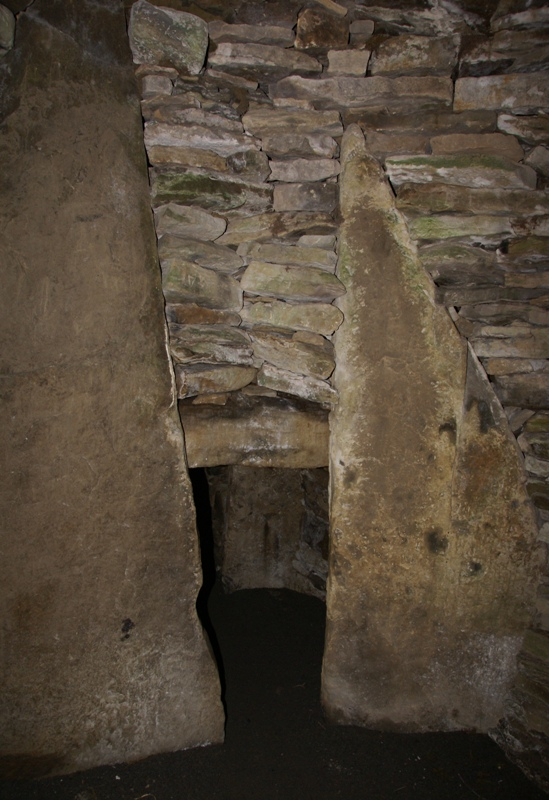
Interieur van de Camster Round Cairn, de passage gezien vanuit de grafkamer.

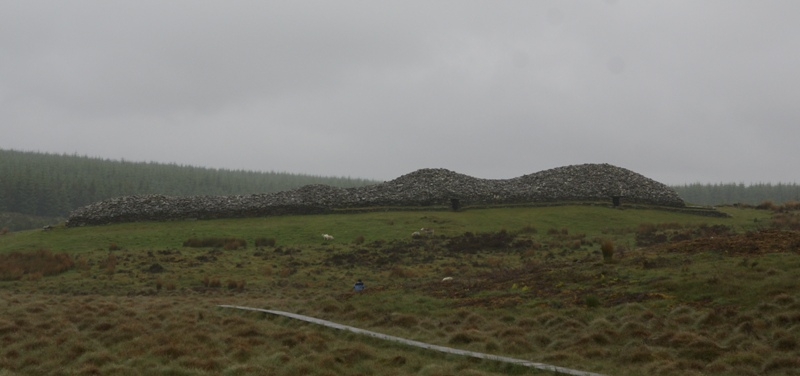
Camster Long Cairn gezien vanuit het oosten.

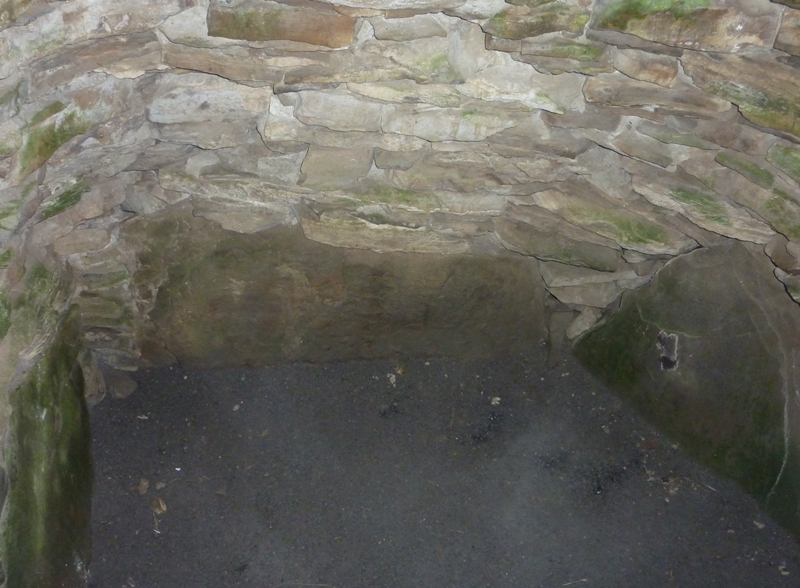
Camster Long Cairn, zuidelijke grafkamer.

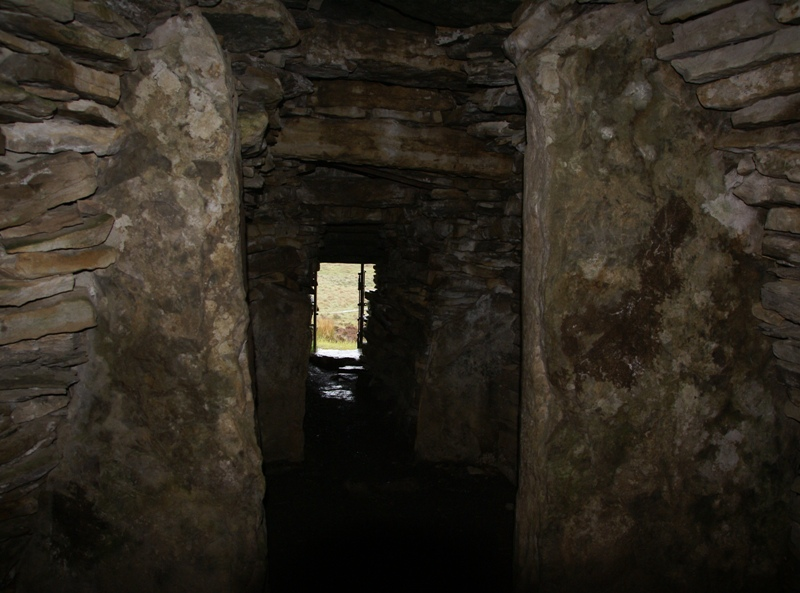
Camster Long Cairn, de passage naar de noordelijke grafkamer van binnenuit gezien.

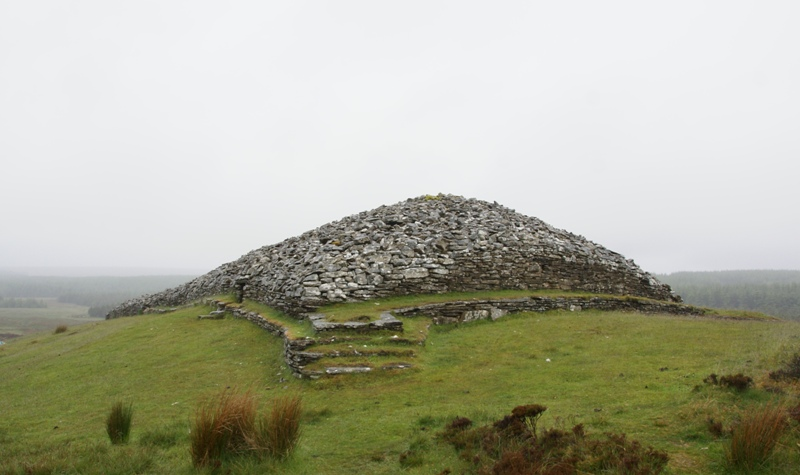
Camster Long Cairn gezien vanuit het noorden met vooraan de hoorns die het voorhof vormen.

De Grey Cairns of Camster zijn een tweetal neolithische gekamerde graftombes, gelegen 14 kilometer ten zuiden van Watten en 8 kilometer ten noorden van Lybster, Caithness in de Schotse regio Highland.

## Geschiedenis
De gekamerde graftombes (chambered cairns) zijn opgericht in het derde of vierde millennium v.Chr. In de 21e eeuw liggen de tombes in een moerasachtig gebied; in het neolithicum was het een vruchtbaar gebied.
In 1865 en 1866 onderzochten Joseph Anderson en Robert Shearer zeven gekamerde tombes in Caithness. In 1865 werd de Camster Round Cairn en in 1866 de Camster Long Cairn onderzocht.
In de periode 1966-1968 vonden er beperkte onderzoekingen plaats door P.R. Ritchie, waarbij enig puin werd verwijderd en voorbereidend werk werd verricht ten behoeve van conservatie.
Tussen 1971 en 1973 vonden er grootschalige onderzoekingen plaats door John X.W.P. Corcoran. Publicatie van de resultaten bleef echter achterwege ten gevolge van zijn overlijden in 1975. Tussen 1976 en 1981 leidde Lionel Masters het archeologisch onderzoek en de conservering.

## Bouw
In het moerasland liggen de vrijwel intact gebleven Camster Round Cairn (58° 22' 42" N 3° 15' 57" W) en ongeveer 200 meter noordelijker de Camster Long Cairn (58° 22' 48" N 3° 16' 1" W). De Long Cairn is noordnoordoost - zuidzuidwest georiënteerd. In dit artikel wordt gemakshalve de oriëntatie van deze cairn beschreven als noord - zuid.
Driehonderd meter ten zuiden van de Camster Round Cairn bevindt zich een cairn uit de bronstijd met een diameter van 8,5 meter. Honderd meter zuidelijker bevinden zich de resten van een paar steenrijen, die vermoedelijk waren geassocieerd met de cairn.

### Camster Round Cairn
De Camster Round Cairn heeft een diameter van 18 meter en een hoogte van 3,6 meter. De ingang bevindt zich aan de oostzijde en heeft een lage muur van stapelwerk. Een smalle en lage gang van ongeveer zeven meter leidt naar een kleine voorkamer en vervolgens naar de hoofdkamer, die door een tweetal platte, rechtopstaande stenen in twee compartimenten is verdeeld. Dit type kamer wordt ook wel Camster-type tripartite chamber genoemd en is een variatie op het Orkney-Cromarty-type. De stenen van de muur zijn dusdanig gestapeld dat erbovenop een deksteen kon worden geplaatst. Het naar binnen stapelen van de stenen begint op een hoogte van 2,1 meter en de deksteen ligt op een hoogte van drie meter.
Deze deksteen werd licht beschadigd in 1865 toen de cairn werd uitgegraven. In de kamer werden menselijke botresten gevonden, de meeste verbrand. Verder werden er stenen werktuigen en aardewerk gevonden. De toegangspassage bleek met opzet geblokkeerd te zijn met stukken steen. In deze blokkade werden twee menselijke graven gevonden, waarbij de mensen in een zittende positie waren begraven.

### Camster Long Cairn
De Camster Long Cairn bestaat uit een berg stenen van 69,5 meter lang met aan beide korte zijden uitstekende hoorns, die een voorhof vormen. De maximale hoogte, aan de noordoostelijke zijde, bedraagt 4,57 meter.
De Camster Long Cairn bevat twee grafkamers, die waarschijnlijk oorspronkelijk elk een losse ronde cairn waren, maar in een latere periode zijn samengevoegd tot één long cairn. Een duidelijke aanwijzing dat het hier gaat om cairns die in een verschillende periode zijn geconstrueerd, is te vinden in het feit dat de noordelijke grafkamer een cirkelvormige drystone muur heeft met een hoogte van twee meter aan het noordoostelijke zijde, terwijl een dergelijke muur ontbreekt in de zuidelijke grafkamer. De twee delen met de grafkamers nemen ongeveer twee derde van de totale lengte van de Long Cairn in beslag; de Long Cairn breidt zich ook nog verder uit naar het zuiden, maar in dat gedeelte bevindt zich geen grafkamer.
Om de Long Cairn bevond zich een drystone muur, die herbouwd is aan het zuidelijk uiteinde. In het noordelijke voorhof bevindt zich een stenen platform, dat met gras is overgroeid. De toegangen tot de grafkamers bevinden zich aan de lange, oostelijke zijde. Lage gangen leiden naar de grafkamers. De noordelijke kamer is in de vorm van een kleine, ongelijke vijfhoek. De gang ernaartoe is 5,1 meter lang. De muren zijn gebouwd volgens de drystone masonry techniek. De stapeling van de stenen is dusdanig dat ze naar boven toe elkaar raken.
De grotere, zuidelijke kamer is door rechtopstaande, platte stenen verdeeld in drie compartimenten, waarbij de twee westelijke compartimenten oorspronkelijk zich onder één en hetzelfde stenen dak bevonden. De grafkamers zijn in de 20e eeuw voorzien van een dak van fiberglas.
In de Long Cairn werden twee kleine stenen grafkisten gevonden, waarvan eentje in deplorabele staat verkeerde. In de grafkamers werden voornamelijk kleine potscherven en stenen werktuigen, botresten en as gevonden.

## Beheer
De Grey Cairns of Camster worden beheerd door Historic Environment Scotland, net als de Cnoc Freiceadain Long Cairns en de Cairn o'Get.